# Juan Barjola
Juan Galea Barjola (Torre de Miguel Sesmero,  19 de setembro de 1919 — Madrid, 21 de dezembro de 2004) foi um pintor expressionista espanhol. É considerado um dos importantes artistas da segunda metade do século XX. Destaca o componente moral em sua pintura, representando as convulsões que ocorreram na sociedade espanhola de seu tempo com domínio de cores e gestos.
O pintor sempre se interessou pela tradição espanhola de Diego Velázquez, Francisco de Goya e El Greco, bem como os artistas flamengos e o holandês El Bosco. Ganhou a vida como escultor e casou-se com a asturiana Honesta Fernandez Calzon.
A Guerra Civil Espanhola afetou profundamente sua vida na adolescência. Em parte, sua carreira reflete um dos episódios trágicos que ele teve que viver tanto como testemunha quanto como protagonista.

## Biografia
Quando criança, Juan já demonstrava habilidades especiais para fazer desenhos de objetos e animais. Em 1934, aos 15 anos, mudou-se para Badajoz e começou a frequentar aulas na Escola de Artes e Ofícios, dirigida por Adelardo Covarsí. Lá ele não pintava; só se permitia fazer reproduções em gesso, com foco na expansão do conhecimento sobre procedimentos de perspectiva.
Em 1943, Barjola foi para Madri com a intenção de continuar seu treinamento na Escola de Artes e Ofícios, só que da capital espanhola. Lá, ele aperfeiçoou suas técnicas em escultura e aprendeu a pintar o gênero natureza morta e fez exercícios de imaginação e composição. Na sequência,  matriculando-se na Real Academia de Belas-Artes de São Fernando, tendo contato com Museo Nacional de Reproducciones Artísticas e o Museu do Prado, onde conheceu as pinturas de Goya, El Greco e El Bosco.
Na década de 1950, passou a dedicar-se exclusivamente a pintura. Em 1957, fez sua primeira exposição individual na Galería Abril de Madri, mas não conseguiu vender uma pintura. A partir de então, houve muitas exposições individuais e coletivas em que ele participou, tanto na Espanha como no exterior.
Em 1959, Barjola iniciou uma nova fase que o levou a moldar a abstração, que alguns críticos chamavam de "nova figuração". Em 1960, recebeu uma bolsa de estudos da Fundação Juan March para expandir seus conhecimentos no exterior. Viajou para Bélgica e França. Em Paris, deparou-se com o Retrato de la condesa del Carpio (La Solana), de Goya, bem como a obra de Francisco de Zurbarán, denominada Exposición del cuerpo de San Buenaventura.
No Museu de Arte Moderna da Cidade de Paris estudou as gravuras de Chaim Soutine, Nicolas de Staël, Marc Chagall e Georges Rouault. Na Itália, Barjola percorreu Milão, Pádua e Veneza, e ficou especialmente impressionado com o trabalho dos pintores Ticiano e Tintoretto.
Já na década de 1960, participou da exposição "Contrastes da Pintura Espanhola" que foi exibida no Japão, fazendo parte da Bienal de Tóquio, assim como nos Estados Unidos, sendo parte integrante da Bienal Hispano-Americana. Suas criações também visitaram muitas cidades alemãs de 1962 a 1964. A partir daí, foi reuisitado para a Bienal de Zaragoza, na Espanha, Bienal de São Paulo, no Brasil e da Bienal de Alexandria, no Egito. 
Entre 1968 e 1975, ensinou aulas de Cor e Composição na Real Academia de Belas-Artes de São Fernando, e exibiu seus trabalhos em várias galerias nas cidades espanholas de Bilbao, Madri e Gijón.

## Obra e crítica
Barjola salienta que seu trabalho que tem dois componentes principais: um "mundo de sonhos", que é o mundo real em que vivemos e, outro onírico, o "mundo dos sonhos". No seu mundo real, destacam-se o tema da maternidade, com meninos e meninas e, especialmente, as touradas, que, no final de sua vida, deram-lhe um grande reconhecimento público.
Seu trabalho é articulado a partir do primeiro momento em torno da representação da figura humana, sendo um dos principais representantes da nova configuração espanhola naturalista, onde já reflete a tendência expressiva em sua produção posterior. Nos anos 50, o pintor forma um estilo que ele define como "cubismo sincronizado com o expressionismo". A partir dos anos 60, atinge seu período de maturidade. Acentua a liberdade do pincel, deforma a imagem e a cor fica mais brilhante. 
Na década de 70, o trabalho de Barjola sofre uma nova evolução do caráter expressionista, com características derivadas do informalismo e figuração de Francis Bacon, Pablo Picasso e Willem De Kooning. O espaço da obra, mais ordenado do que o estágio anterior, leva a uma nova concepção, de tal forma que as composições parecem sonhos, que refletem, porém, a realidade.
A técnica de litografia foi um sucesso com Goya, porém Barjola fez uma das mais importantes obras de arte do século XX espanhol também nesse estilo: as Tauromaquias. A composição completa tem 20 litografias em cores estampadas a mão, que foram inspiradas em versos do poeta Rafael Alberti
De suas obras mais importantes, destacam-se os temas "Tourada", "Mundo do sonho", "Cenas da guerra", "Cães e canis", "Subúrbios", "Maternidades", "Magistrados", "Crucificações" "Crânios de Touro" e "Retratos de Apócrifos".

## Museu Barjola
Em 1985, Barjola doou mais de 100 obras a comunidade espanhol, que se materializaram três anos depois, em 1988, com a inauguração do Museo Barjola, na cidade de Gijón. 
O museu abriga e mostra a coleção permanente de Juan Barjola, organiza e produz amostras temporárias de arte contemporânea, principalmente esculturas, na sala conhecida como Capela da Trindade, além de pinturas, fotografias ou trabalho gráfico nos andares superiores do centro.
O Museu é financiado e dirigido pelo Governo do Principado das Astúrias, através do Ministério da Cultura e Turismo.

## Prêmios
Juan Barjola recebeu seu primeiro prêmio em 1961, quando recebe o prêmio da Crítica do Ateneo de Madri. No ano seguinte, o primeiro prêmio na Exposição Nacional do Mediterrâneo, em Murcia e na Bienal de Zaragoza. Em 1963, foi premiado com a Medalha Eugenio D'Ors, com o Prêmio Nacional de Desenho e outros dois prêmios no Concurso de Artes Plásticas.

Em 1969, recebeu o prêmio da Exposição da Unicef. Anos depois, em 1985, foi premiado com o Prêmio Nacional de Artes Plásticas. Em julho de 1991, foi premiado com a Medalha de Extremadura, pelo Conselho Diretor da Junta de Extremadura. Em 2001, recebeu o Prêmio Tomás Francisco Prieto.